# Hamoukar
Hamoukar (en àrab: حموكار) és un gran jaciment arqueològic situat a la regió de Jazira, al nord-est de Síria (governació d'Al-Hasakah), prop de les fronteres amb l'Iraq i Turquia.
El primer assentament es remunta al mil·lenni V aC, i va existir simultàniament amb la cultura d'Obeid i les primeres cultures Uruk. Era un gran centre de producció d'obsidiana. Al mil·lenni III aC, aquesta va ser una de les ciutats més grans del nord de Mesopotàmia, i s'estenia fins a 105 ha.

## Història
Els orígens dels assentaments urbans s'han atribuït generalment a les societats fluvials del sud de Mesopotàmia (al que avui és el sud de l'Iraq). Aquesta és la zona de l'antic Sumer, on cap al 4000 aC van sorgir les ciutats mesopotàmiques com Ur i Uruk. L'any 2007, després dels descobriments a Hamoukar, alguns arqueòlegs van argumentar que el Bressol de la civilització podria haver-se estès més amunt del riu Tigris i incloure la part del nord de Síria on es troba Hamoukar.
En el període del calcolític tardà II (mil·lenni V aC) el lloc va mantenir una ocupació estacional o dispersa d'unes 280 hectàrees. Com a centre urbà, Tell Hamoulkar va ser ocupat per primera vegada a principis del mil·lenni IV aC i va experimentar un creixement important a mitjans del mil·lenni III aC durant el període Uruk. L'ocupació, a menor escala, va continuar durant el període Ninivita 5 a la primera meitat del mil·lenni II aC i després i el lloc va ser abandonat a finals d'aquest mil·lenni.
Altres jaciments primerencs contemporanis d'aquesta zona són Chagar Baçar, Tell Arbid i el jaciment multiperiòdic de Tell Brak.

## Arqueologia
El jaciment té un túmul de 15 hectàrees d'alçada (amb un pic a 18 metres sobre la plana i es va establir per primera vegada a principis del mil·lenni IV aC) i una ciutat baixa de 5 metres d'alçada per tres costats que va ser ocupada a partir de mitjans del mil·lenni III aC i va portar el lloc fins al seu màxim de 98 hectàrees. Hi ha tres sub-túmuls amb nom al jaciment, Tell al-Sara, Tell al-Duwaym i Tell al-Tamr, amb Tell Mas'ada que es troba just fora del límit del jaciment. L'extensió sud del túmul també es coneix com a Khirbet al-Fakhar. L'arqueologia data aquesta zona a mitjans del mil·lenni V aC encara que les dates amb radiocarboni apunten a finals del mil·lenni V aC. Unes 40 hectàrees del jaciment estan cobertes pel modern poble d'al-Hurriya, que inclou carreteres asfaltades i cases amb tàpia.
El jaciment va ser examinat i descrit per primera vegada per Van Liere i Lauffray a la dècada del 1950, observant un altiplà de dos graons amb una rasa a 100 metres del peu del túmul. L'any 1963 es va publicar un plànol a escala, basat en fotografies aèries, que estimava la superfície del túmul en 116 hectàrees i l'àrea dins de la depressió circular en 216 hectàrees. A causa d'aquesta gran mida, Van Liere la va proposar com a ubicació de Washukanni. L'excavació d'una expedició conjunta sirio-estatunidenca (per l'Institut Oriental de la Universitat de Chicago i la Direcció General d'Antiguitats de Síria) es va dur a terme a partir del 1999 i va acabar el 2010. El treball inicial el 1999 va incloure un estudi intensiu de la superfície basat en 10 metres per 10 metres. L'excavació va ser dirigida inicialment per McGuire Gibson i més tard per Clemens D. Reichel.
El lloc va ser abandonat definitivament a finals del mil·lenni III aC. Durant les excavacions de l'any 2001, una rasa de 400 metres quadrats oberta a la zona residencial de la ciutat baixa va comprovar que era pròspera i havia estat saquejada i abandonada en aquell moment.
Al jaciment s'han trobat milers de segells d'argila que indiquen l'existència d'un complex sistema burocràtic. Aquests segells s'utilitzaven una vegada per protegir portes o contenidors de manipulacions i es van impressionar amb segells cilíndrics. Els artefactes d'Hamoukar es poden veure a l'Institut Oriental. A Tell Hamoukar s'han trobat ídols semblants a ulls fets d'alabastre o d'os. També s'han trobat ídols en forma d'ulls similars del mateix període a Tell Brak, l'assentament més gran del període Calcolític tardà de Síria.

## Obsidiana
Es van trobar fragments d'obsidiana en una àrea de 280 hectàrees amb tallers d'obsidiana situats en un tram de la ciutat baixa, cosa que indica l'existència de les instal·lacions de producció d'obsidiana tant d'armes com d'eines. Estaven en ús almenys diversos segles abans de la destrucció de la ciutat durant el mil·lenni III aC, al c. 3500 aC. La roca volcànica d'aquest tipus no es troba a la zona d'Hamoukar, per la qual cosa devia ser importada. Els jaciments d'obsidiana més propers es troben a la zona del mont Nemrut (l'actual Turquia), a uns 170 km al nord de la ciutat. Això es confirma amb l'anàlisi química de l'obsidiana.
Les troballes van ser una sorpresa per a molts arqueòlegs, ja que indiquen l'existència de xarxes comercials independents al nord de Mesopotàmia, fora de la influència de ciutats del sud, com Ur i Uruk.

## La primera guerra urbana
Els treballs d'excavació realitzats el 2005 i el 2006 van mostrar que Hamoulkar va ser destruïda cap al 3500 aC. Aquesta pot ser l'evidència de la primera guerra urbana documentada fins ara al registre arqueològic del Pròxim Orient.
S'han trobat fones i milers de boles d'argila, que indiquen un setge, juntament amb signes generalitzats de destrucció. La força responsable de la destrucció és incerta tot i que la ciutat pot haver estat víctima de l'expansió d'Uruk des del sud, ja que la següent capa d'ocupació és de la civilització Uruk. Les excavacions realitzades el 2008 i el 2010 van intentar obtenir mes informació sobre aquest esdeveniment.